# Haagbeek
Haagbeek är ett vattendrag i Belgien.   Det ligger i provinsen Antwerpen och regionen Flandern, i den centrala delen av landet, 30 km nordost om huvudstaden Bryssel.
Omgivningarna runt Haagbeek är en mosaik av jordbruksmark och naturlig växtlighet. Runt Haagbeek är det tätbefolkat, med 442 invånare per kvadratkilometer.